# Wörth an der Donau
Wörth an der Donau är en stad i Landkreis Regensburg i Regierungsbezirk Oberpfalz i förbundslandet Bayern i Tyskland.

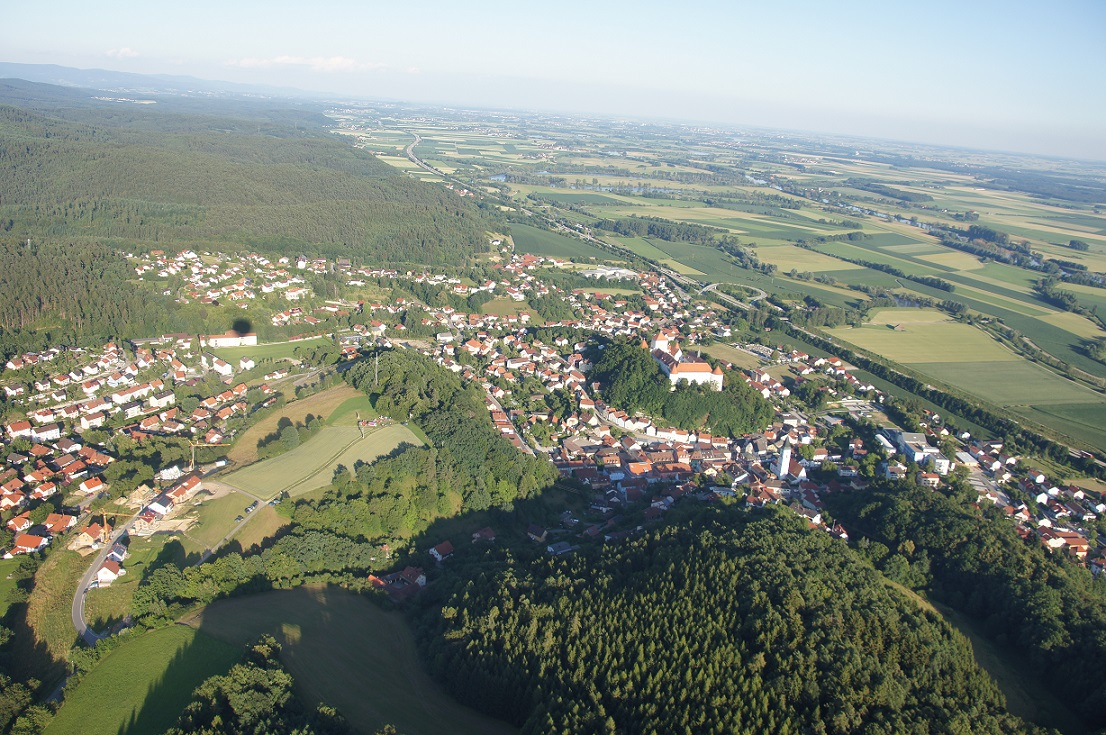

Staden ingår i kommunalförbundet Wörth an der Donau tillsammans med kommunen Brennberg.